# Les Adolescentes (film, 1975)
Pour les articles homonymes, voir Adolescent (homonymie).
Pour plus de détails, voir Fiche technique et Distribution.
Les Adolescentes (Las adolescentes) est une comédie dramatique espagnole réalisée par Pedro Masó et sortie en 1975.

## Synopsis
Ana est une jeune espagnole de 15 ans, fille de deux propriétaires d'hôtels de la région de Murcie. Après la saison touristique, elle part avec ses parents pour un voyage à Londres, où elle est déposée dans un pensionnat où elle a l'occasion d'améliorer son anglais. Une fois au pensionnat, Ana parvient — non sans quelques difficultés initiales — à se lier d'amitié avec Carla et Rosalind.
Avec ses nouvelles amies, elle part en week-end, au cours duquel elle fait la connaissance d'un garçon, Jimmy. Ana pense avoir trouvé de vrais amis en qui elle peut avoir confiance, mais en fait les trois sont des pions d'une organisation criminelle et ont attiré la jeune fille de 15 ans dans un véritable piège : Jimmy séduit la jeune fille naïve dans le but d'obtenir des photos qui se retrouveront dans un magazine pornographique danois.
Ana est ensuite violée par un groupe de jeunes hommes faisant partie de l'organisation, qui sont arrêtés grâce à l'intervention de Jimmy, qui s'est repenti entre-temps.

## Fiche technique
- Titre français : Les Adolescentes[1]
- Titre original : Las adolescentes[2]
- Réalisation : Pedro Masó
- Scénario : Pedro Masó, Santiago Moncada
- Photographie : Jorge Herrero
- Montage : Alfonso Santacana
- Musique : Juan Carlos Calderón
- Décors : Gil Parrondo
- Costumes : Sue Yelland
- Production : Pedro Masó
- Sociétés de production : Impaca, Pedro Masó Producciones Cinematográficas
- Pays de production :  Espagne
- Langue originale : espagnol
- Format : Couleurs par Eastmancolor - Son mono - 35 mm
- Genre : comédie dramatique
- Durée : 105 minutes
- Date de sortie : 
  - Espagne : 9 septembre 1975
  - France : 28 juin 1978

## Distribution
- Anthony Andrews : Jimmy
- Susan Player : Carla
- Koo Stark : Ana
- Victoria Vera : Rosalind
- Eduardo Bea : Carlos Borrera
- Maria Perschy : Mlle Stella Larsen
- Trevor Thomas : Joe Graves
- Cristina Galbó : Danielle
- Victor Petit : Andrés
- Beatriz Galbó : écolière
- Eduardo Fajardo : le père d'Ana
- Queta Claver : la mère d'Ana
- Isabel María Pérez : Chris
- Adolfo Alises
- Judith Nelmes
- Patricia Mason
- Arthur Howard : directeur de l'école
- Mónica Ulloa
- Jack Taylor : M. Hanson
- Patricia Wright : professeur